# Suíça no Festival Eurovisão da Canção
A Suíça participou do Festival Eurovisão da Canção, pela 1ª vez em 1956, tendo vencido três edições do festival: a primeira, em 1956, em 1988, com Céline Dion, e em 2024, com Nemo.

## Línguas

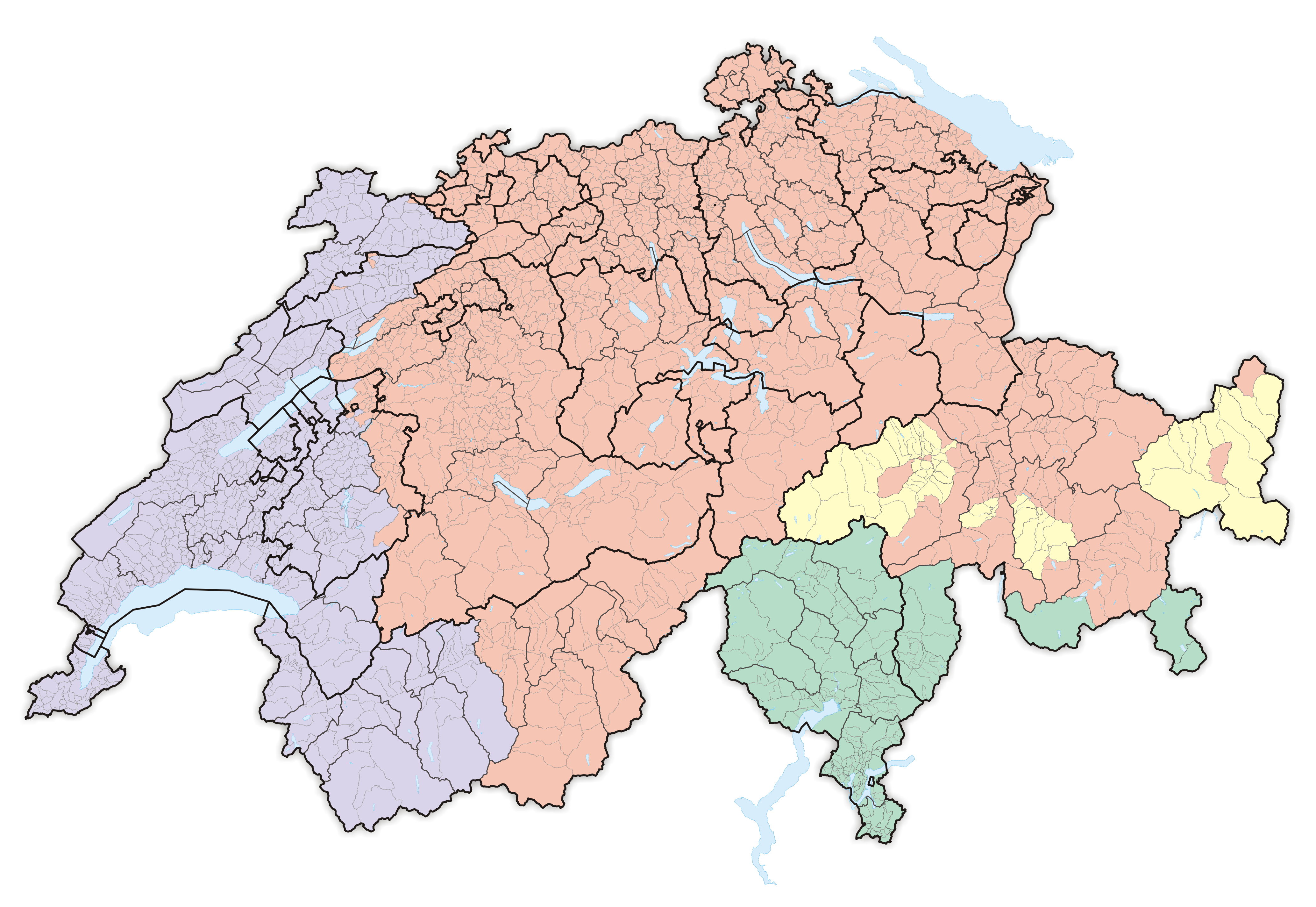
Difusão das línguas nacionais na Suíça
Alemão
Francês
Italiano
Romanche

A Suíça tem quatro línguas oficiais, o francês, o alemão, o italiano e o romanche. Durante décadas, as canções que representavam o país, tinham de ser interpretadas em uma dessas línguas. Fora de suas 63 aparições no Concurso, a Suíça enviou 64 canções, 24 das quais eram em francês, 17 em inglês, 12 em alemão, 10 em italiano, e 1 em romanche. Ambas as canções vencedoras da Suíça foram cantadas em francês.
| Idioma   | Vezes |
| Francês  | 24    |
| Inglês   | 17    |
| Alemão   | 12    |
| Italiano | 11    |
| Romanche | 1     |

## Galeria

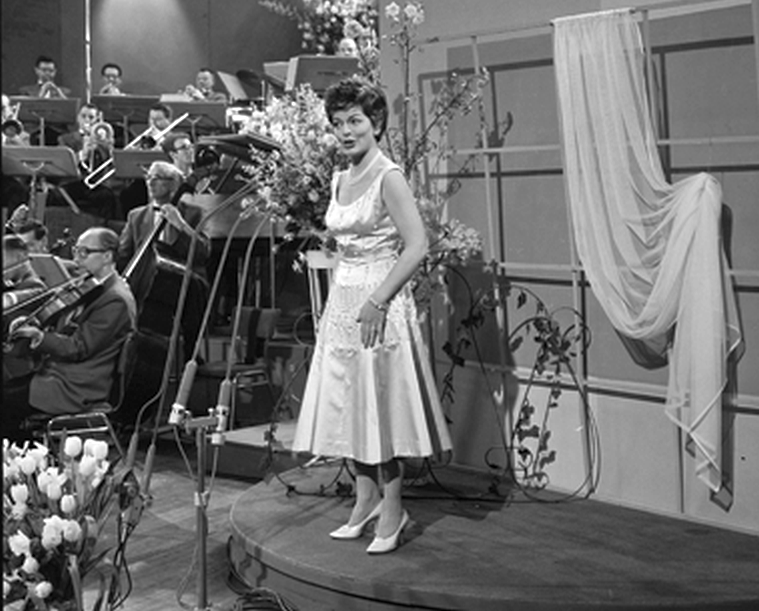
Lys Assia em Hilversum (1958)
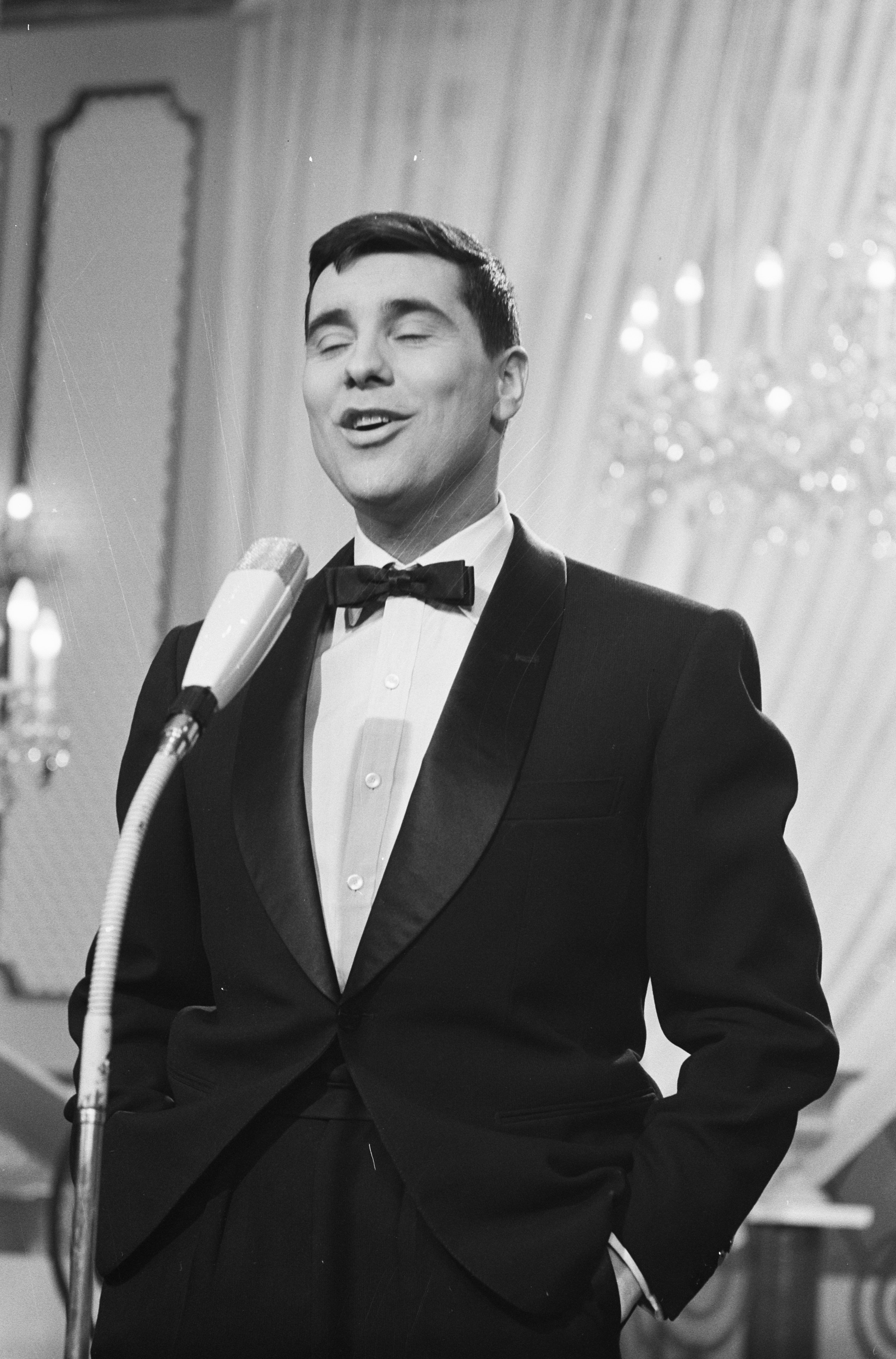
Jean Philippe em Luxemburgo (1962)
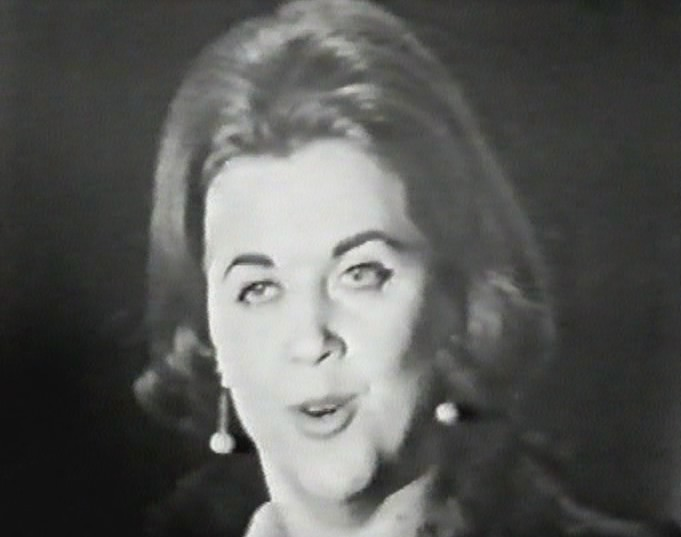
Yovanna em Nápoles (1965)
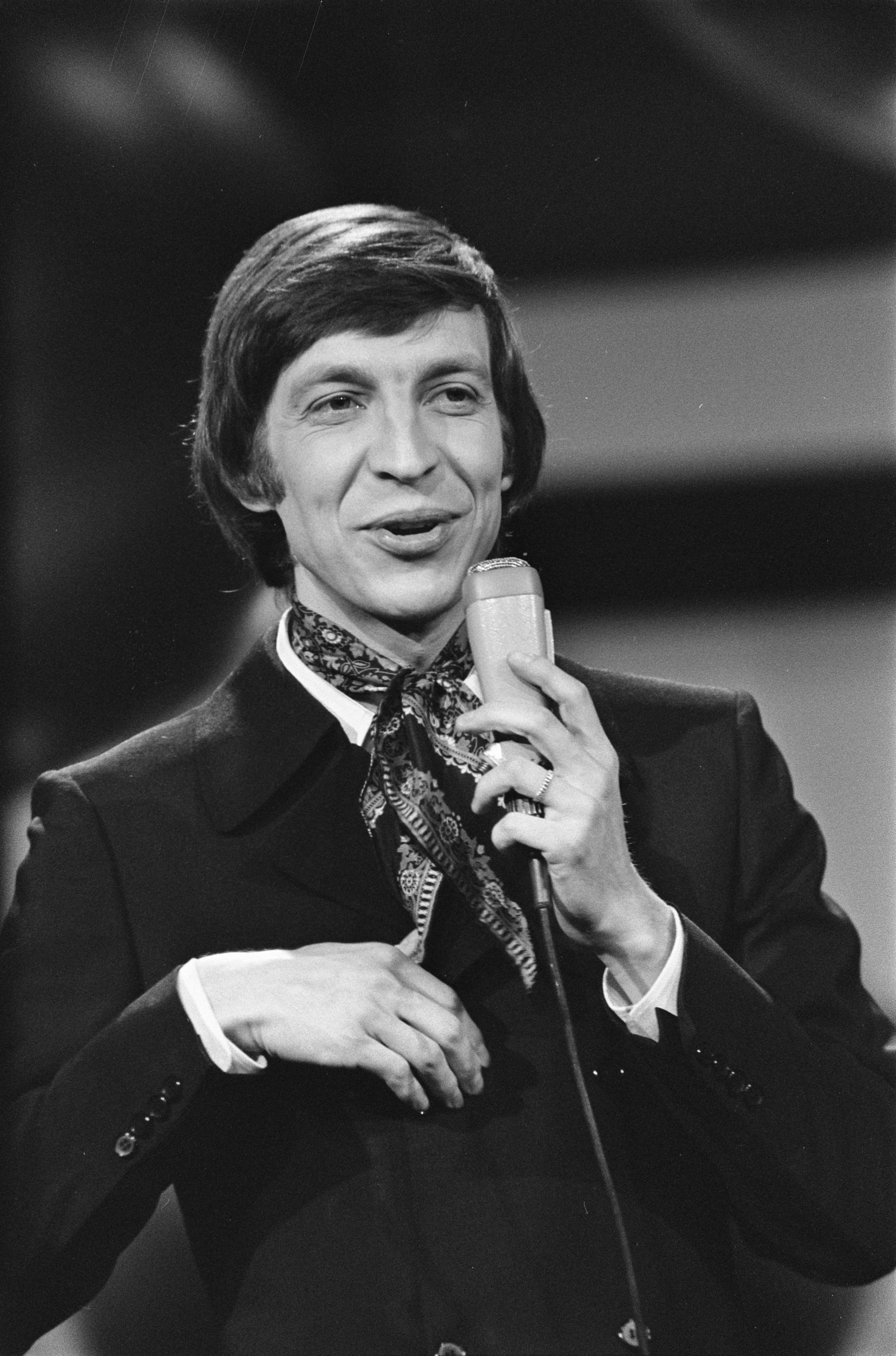
Henri Dès em Amesterdão (1970)
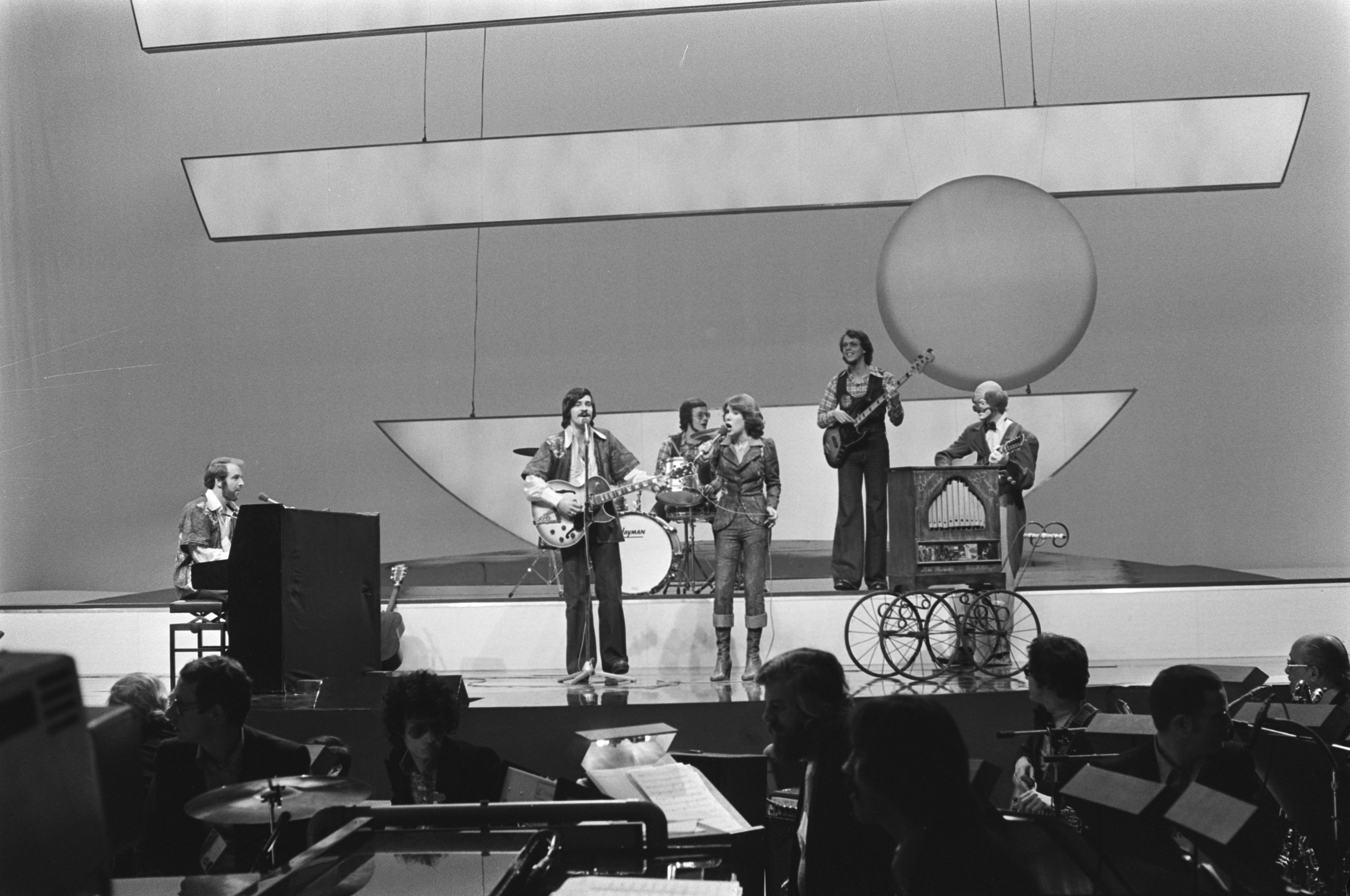
Peter, Sue & Marc em Haia (1976)
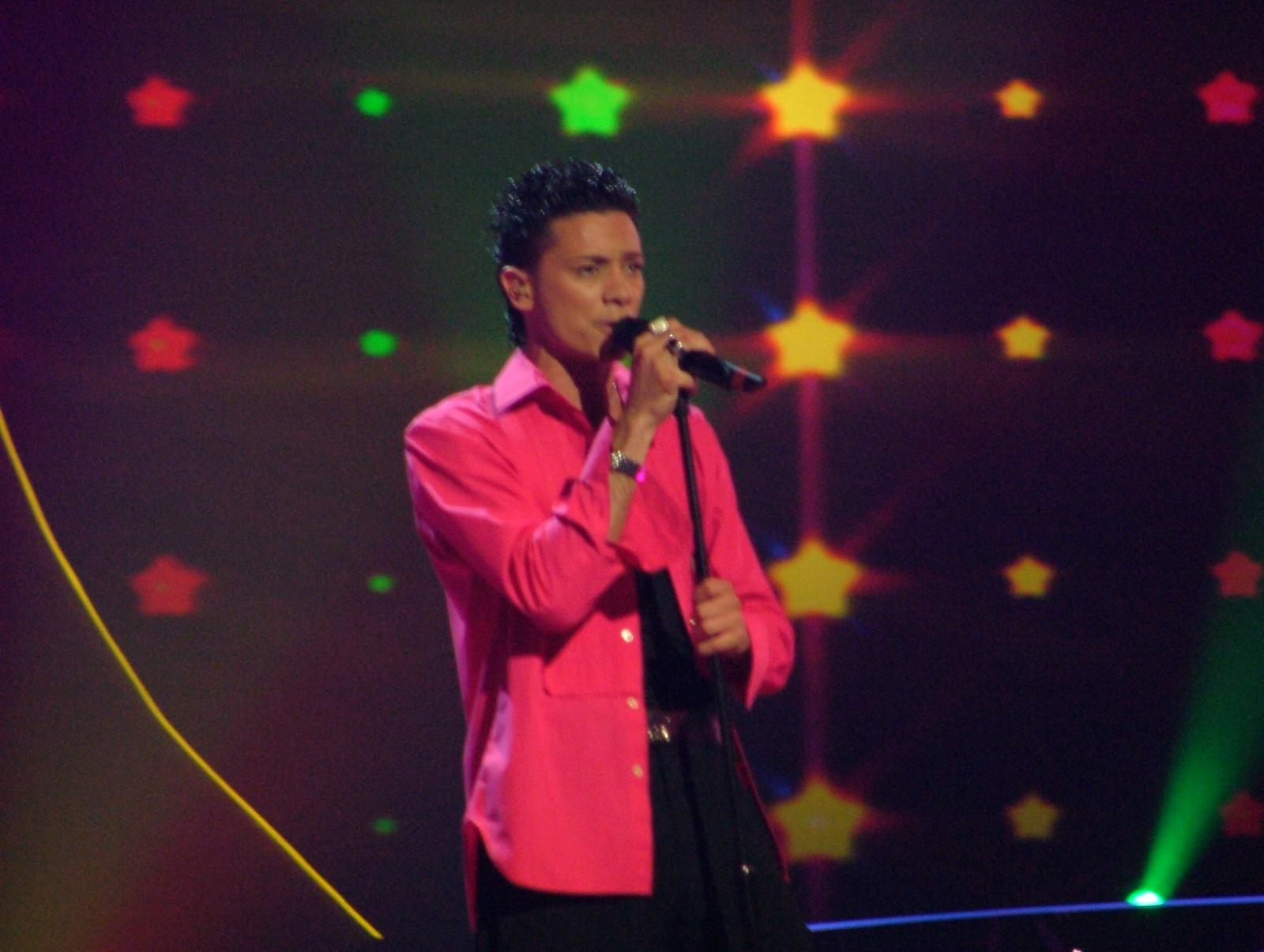
Piero and the MusicStars em Istambul (2004)
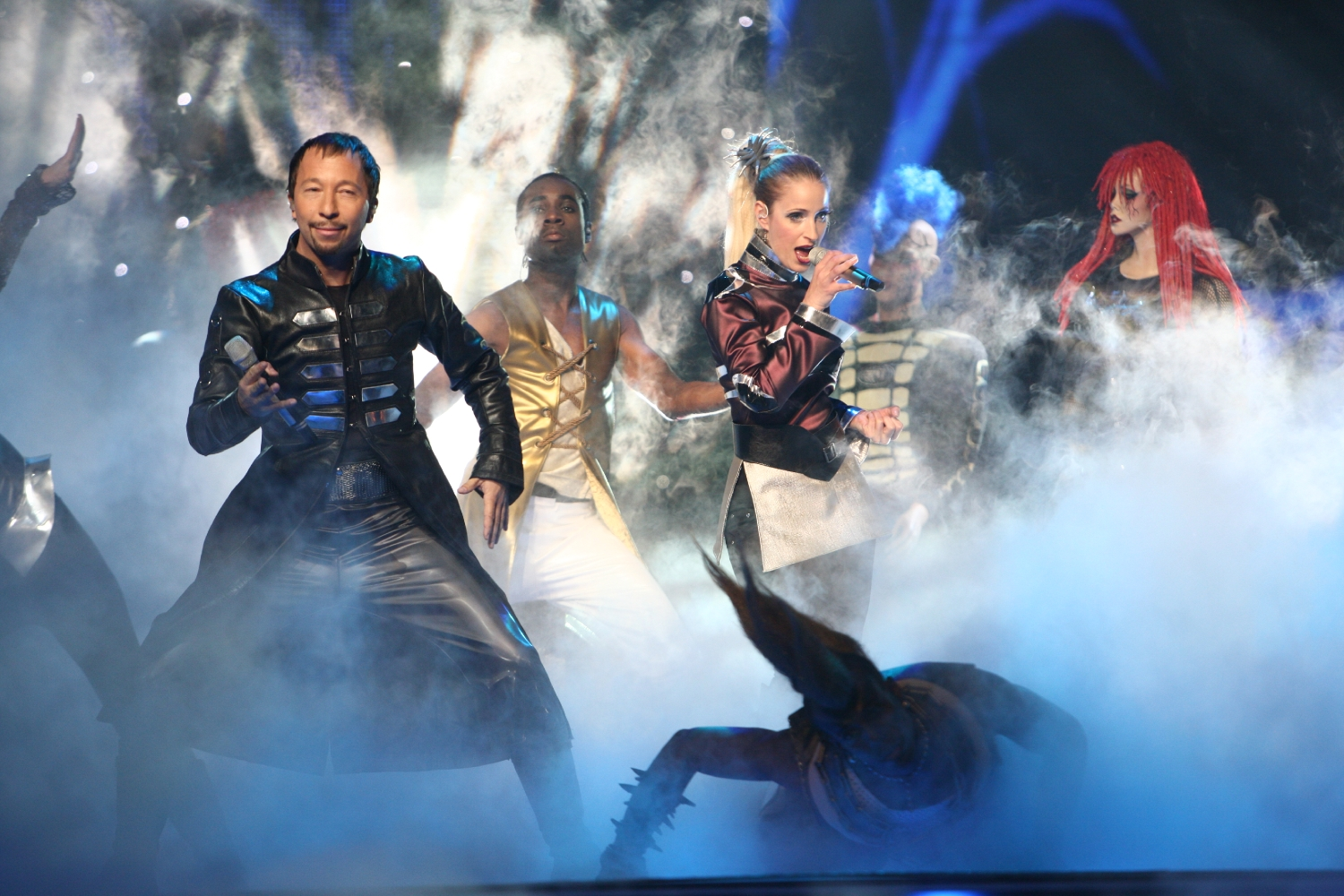
DJ BoBo em Helsínquia (2007)
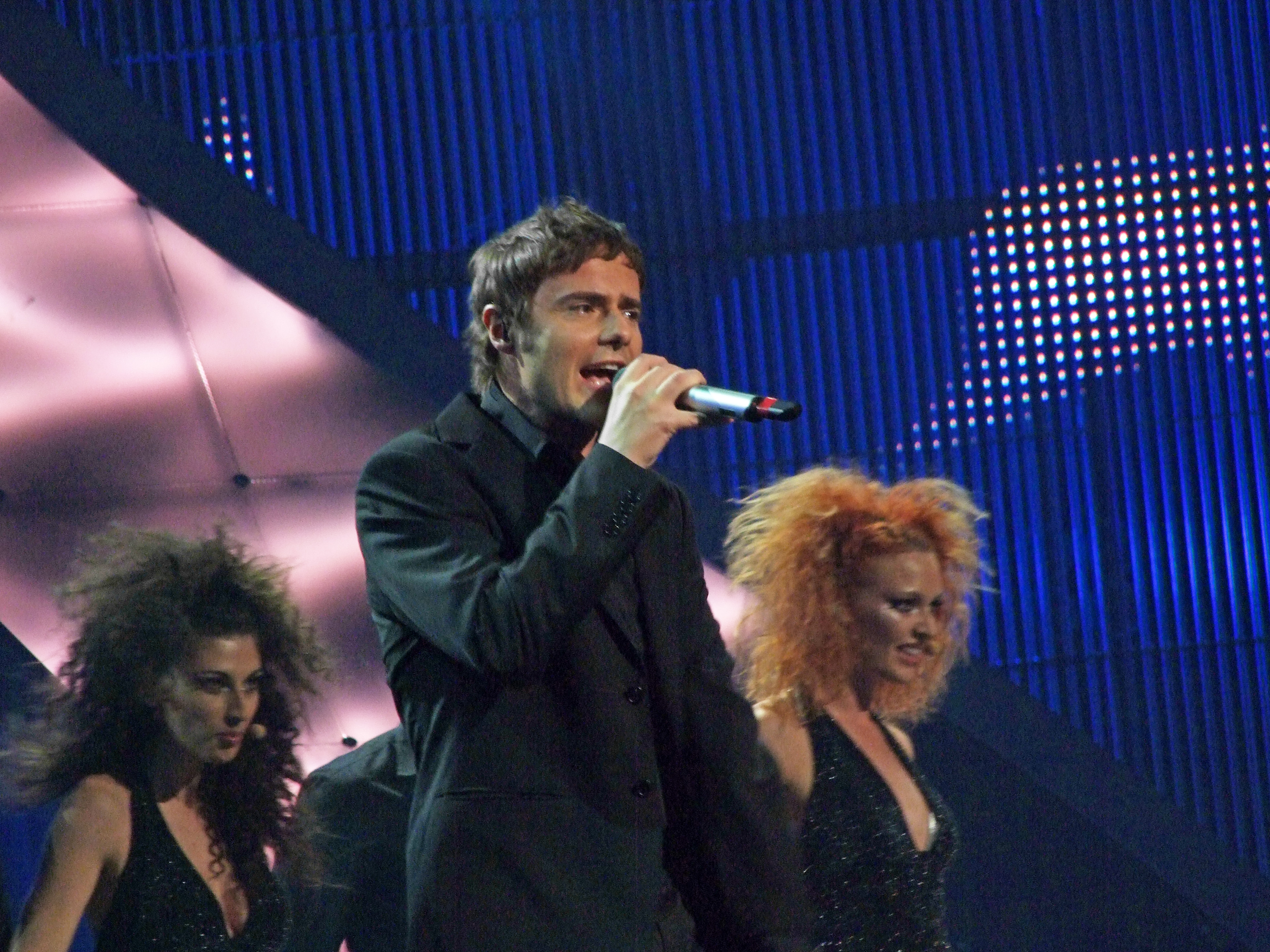
Paolo Meneguzzi em Belgrado (2008)
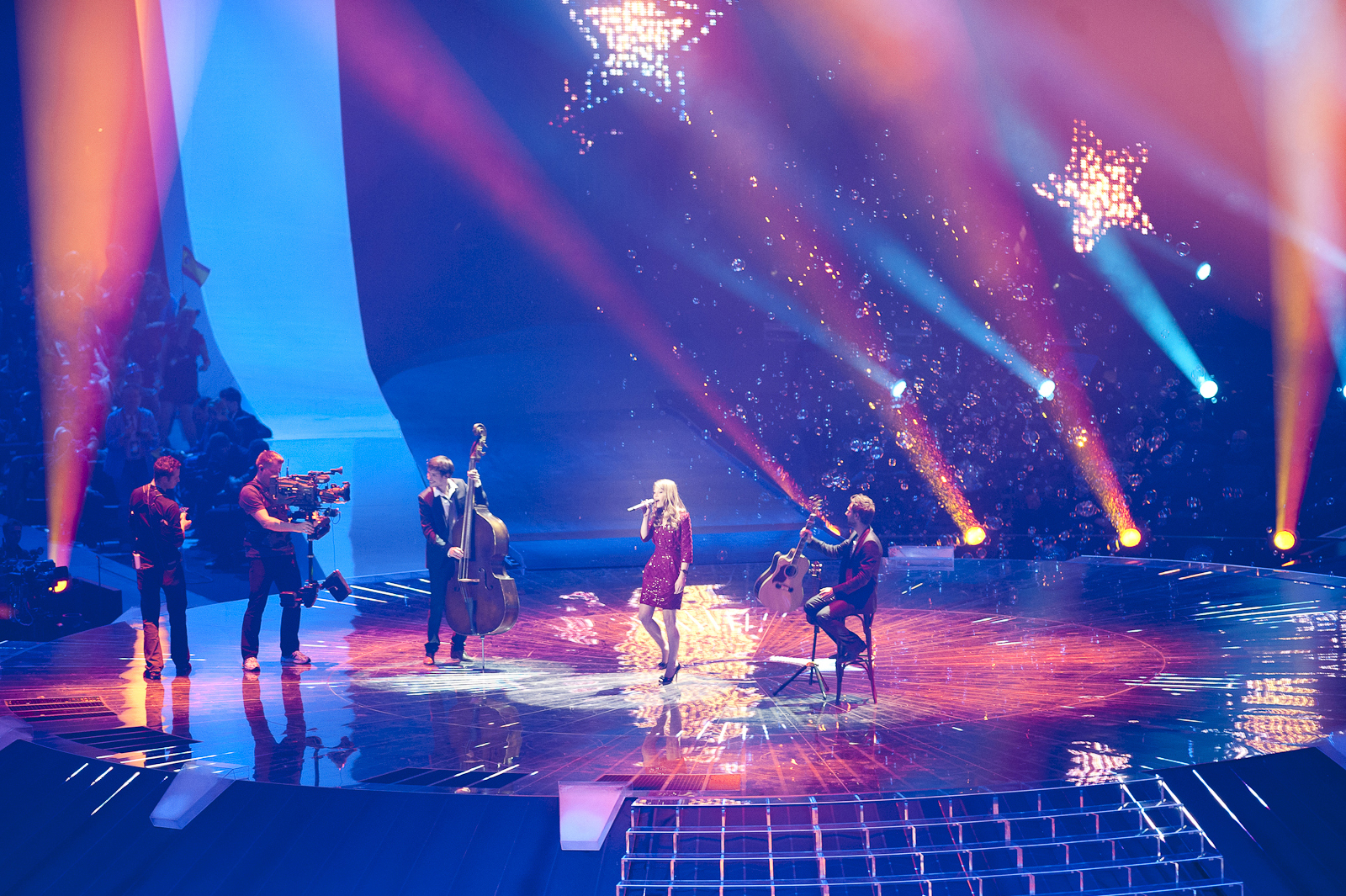
Anna Rossinelli em Düsseldorf (2011)
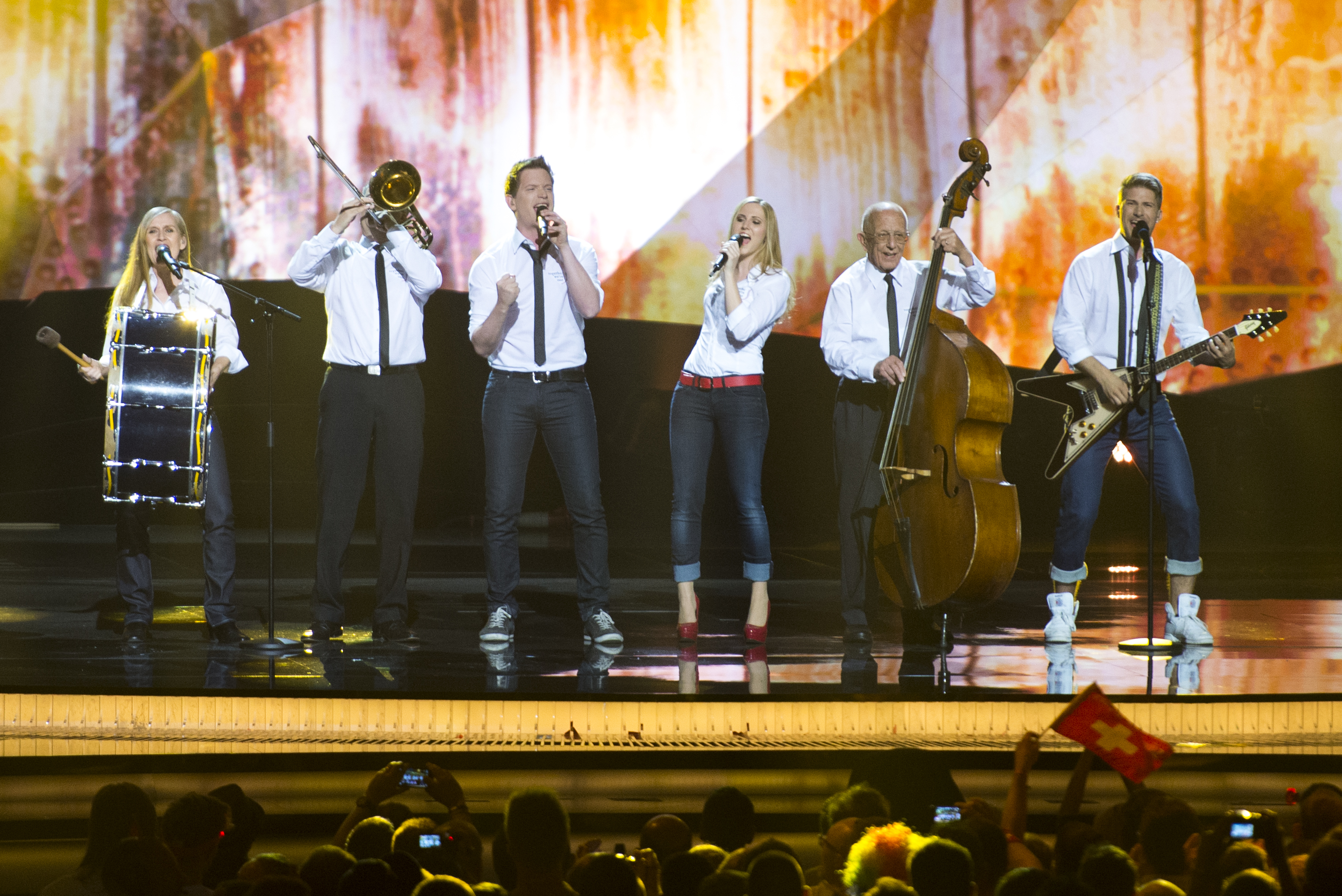
Takasa em Malmö (2013)
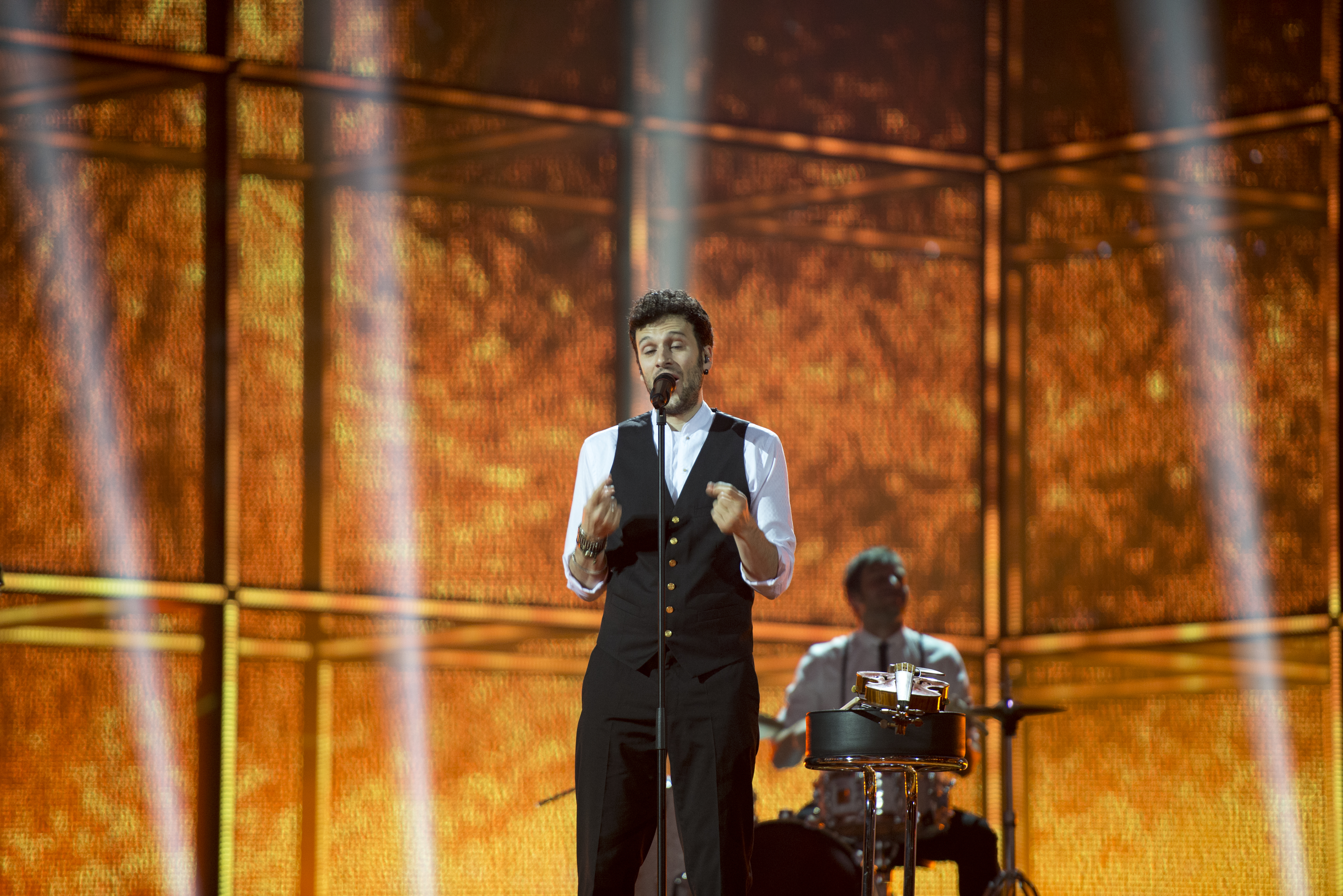
Sebalter em Copenhaga (2014)
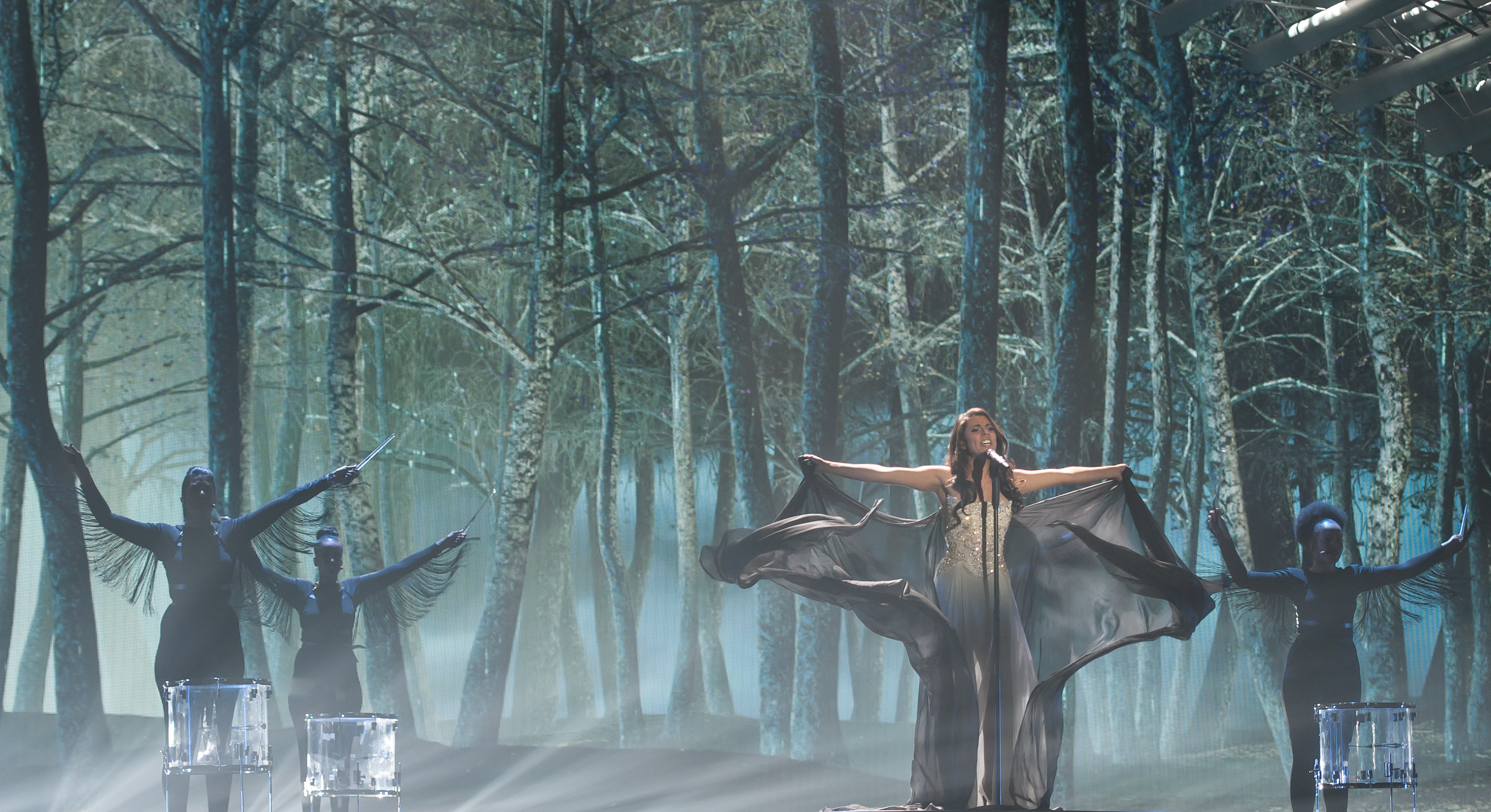
Mélanie René em Viena (2015)
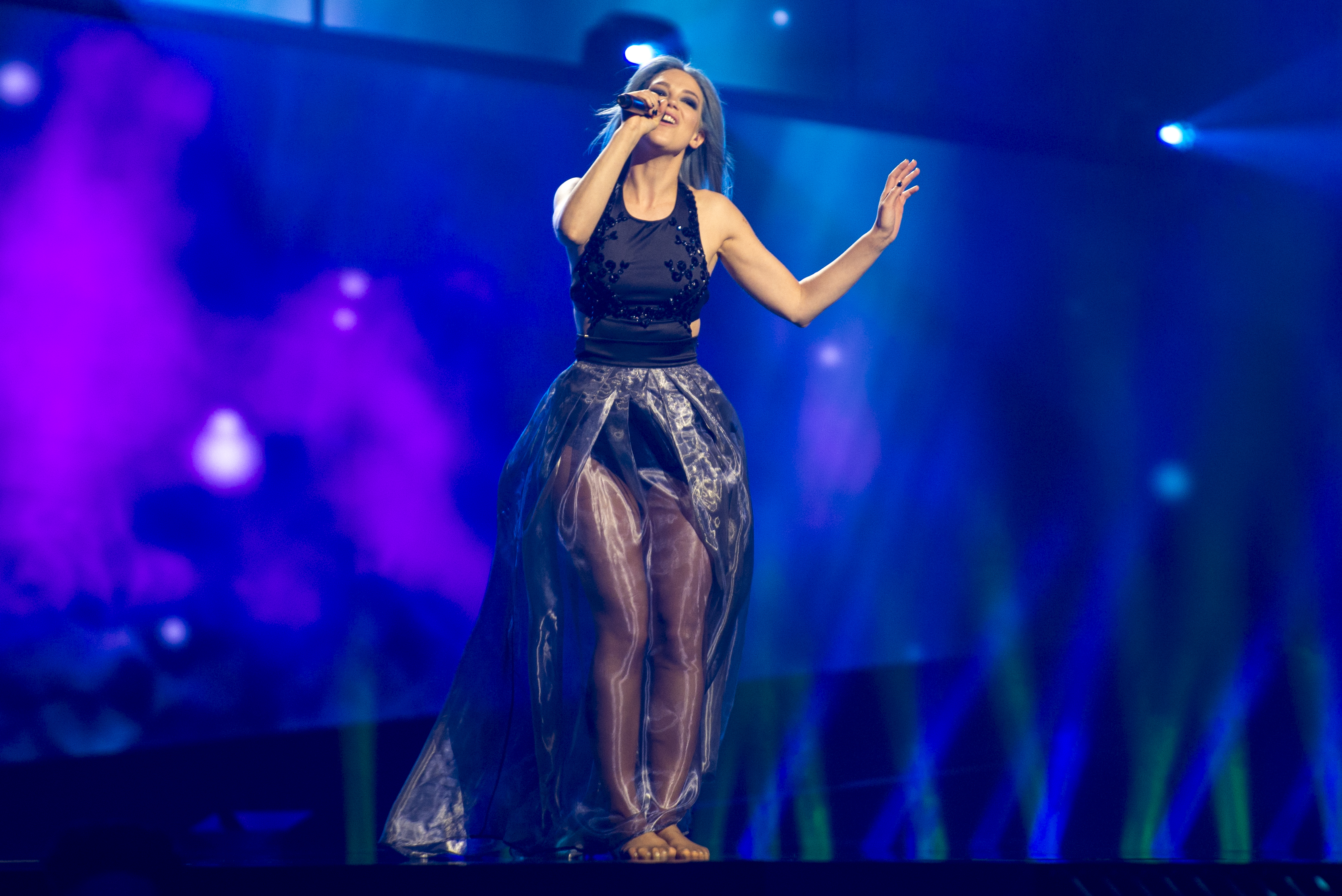
Rykka em Estocolmo (2016)
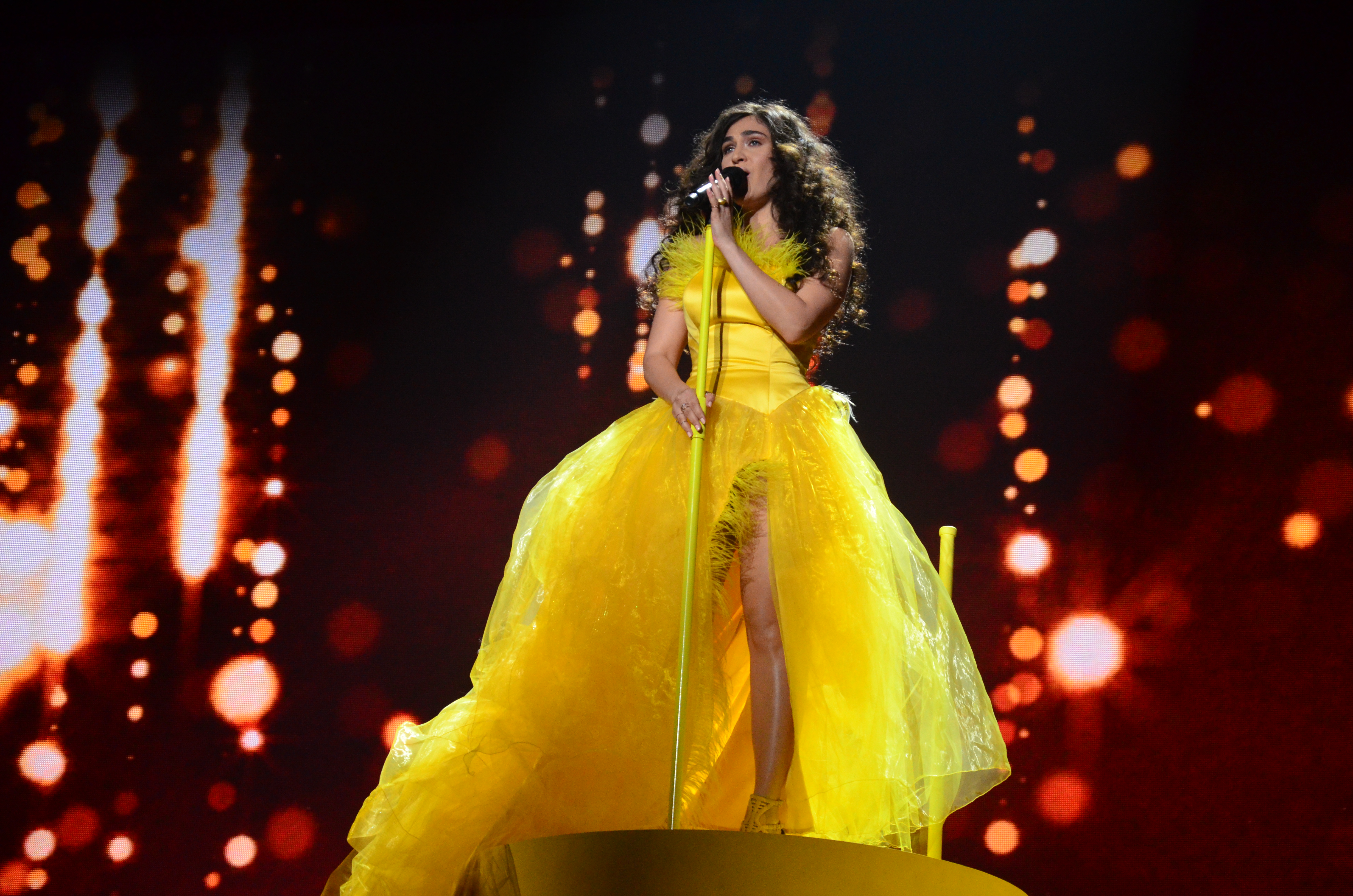
Timebelle em Kiev (2017)
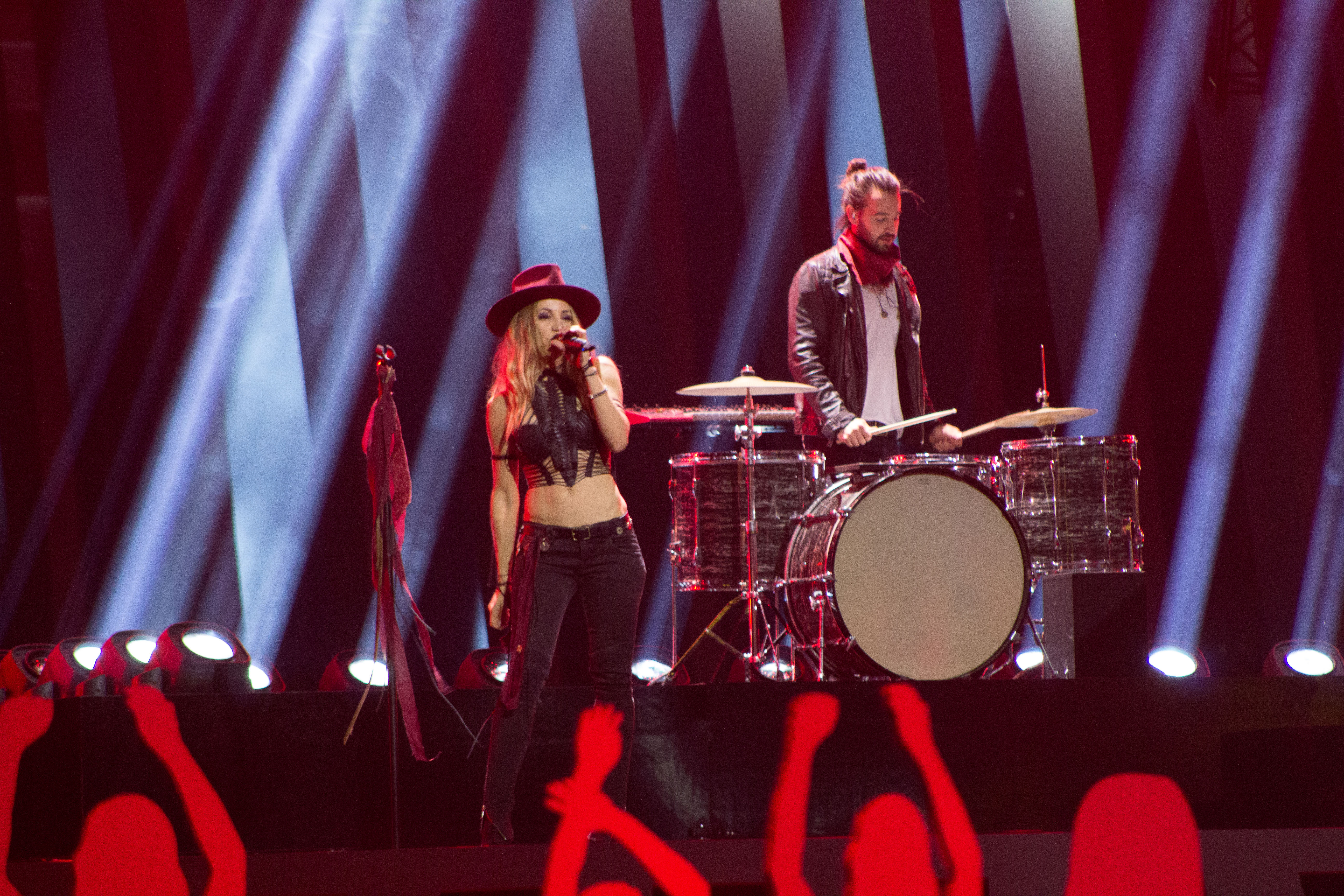
Zibbz em Lisboa (2018)
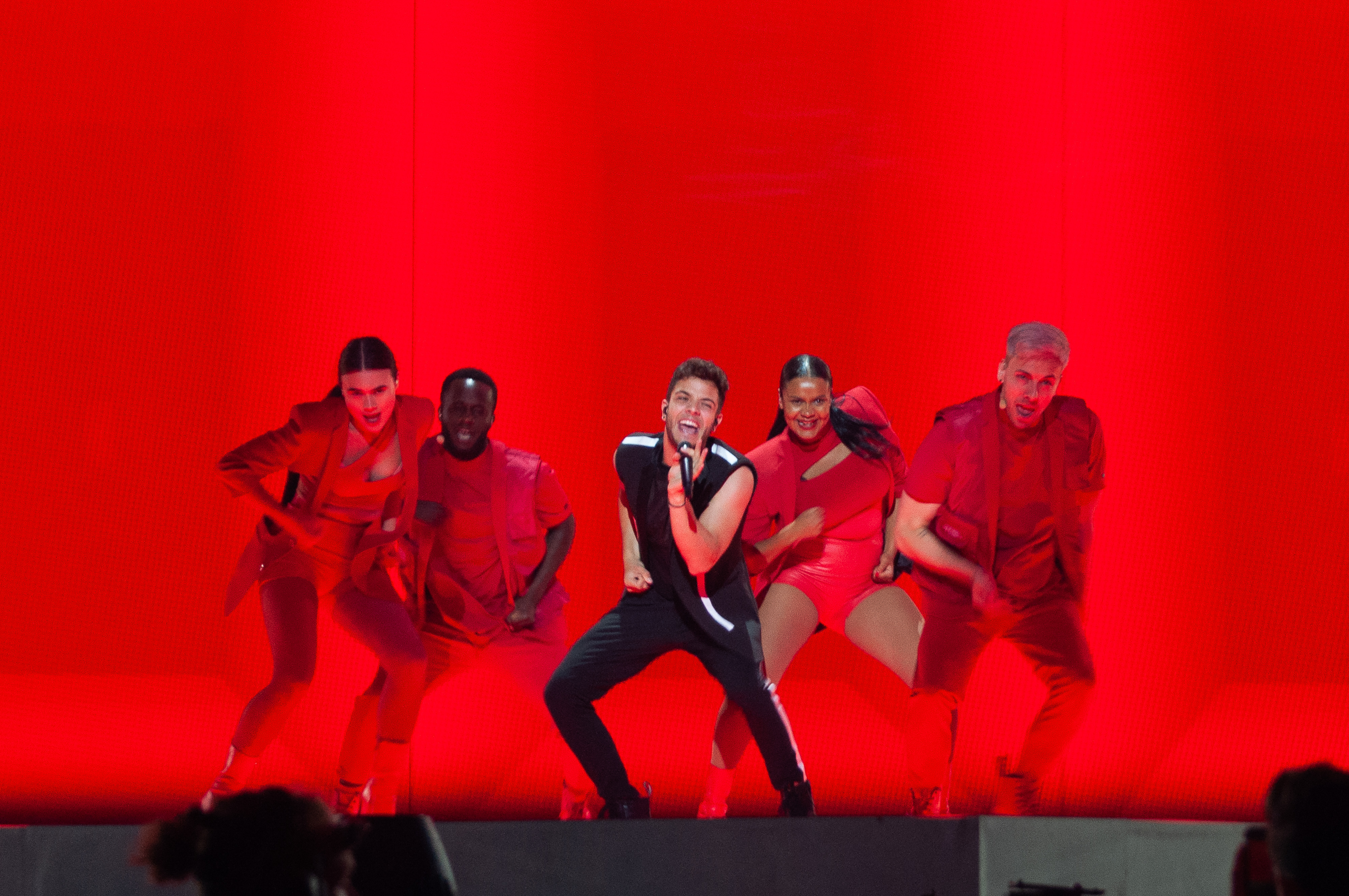
Luca Hänni em Tel Aviv (2019)

## Participações
Legenda
     Vencedor
     2.º lugar
     3.º lugar
     Pontuação Nula ("Null Points")/Último Lugar
     Melhor classificação (fora do top 3)
     Qualificação para a final (fora do top 3)
     País-anfitrião
     Desclassificado
| #   | Ano             | Artista                                     | Canção                                                            | Língua            | Final                    | Pontos                   | Semi                        | Pontos                      |
| --- | --------------- | ------------------------------------------- | ----------------------------------------------------------------- | ----------------- | ------------------------ | ------------------------ | --------------------------- | --------------------------- |
| 1º  | Lugano 1956     | Lys Assia                                   | "Das alte Karussell" O velho carrosel                             | Alemão            | (a)                      | (a)                      | Sem Semi-Finais             | Sem Semi-Finais             |
| 1º  | Lugano 1956     | Lys Assia                                   | "Refrain" 'Refrão                                                 | Francês           | 1º                       |                          | Sem Semi-Finais             | Sem Semi-Finais             |
| 2º  | Frankfurt 1957  | Lys Assia                                   | "L'enfant que j'étais" A criança que eu era                       | Francês           | 8º                       | 5                        | Sem Semi-Finais             | Sem Semi-Finais             |
| 3º  | Hilversum 1958  | Lys Assia                                   | "Giorgio"                                                         | Alemão & Italiano | 2º                       | 24                       | Sem Semi-Finais             | Sem Semi-Finais             |
| 4º  | Cannes 1959     | Christa Williams                            | "Irgendwoher" De algures                                          | Alemão            | 4º                       | 14                       | Sem Semi-Finais             | Sem Semi-Finais             |
| 5º  | Londres 1960    | Anita Traversi                              | "Cielo e terra" Céu e Terra                                       | Italiano          | 8º                       | 5                        | Sem Semi-Finais             | Sem Semi-Finais             |
| 6º  | Cannes 1961     | Franca Di Rienzo                            | "Nous aurons demain" Teremos amanhã                               | Francês           | 3º                       | 16                       | Sem Semi-Finais             | Sem Semi-Finais             |
| 7º  | Luxemburgo 1962 | Jean Philippe                               | "Le retour" O retorno                                             | Francês           | 10º                      | 2                        | Sem Semi-Finais             | Sem Semi-Finais             |
| 8º  | Londres 1963    | Esther Ofarim                               | "T'en va pas" Não te vás embora                                   | Francês           | 2º                       | 40                       | Sem Semi-Finais             | Sem Semi-Finais             |
| 9º  | Copenhaga 1964  | Anita Traversi                              | "I miei pensieri" Os meus pensamentos                             | Italiano          | 13º                      | 0                        | Sem Semi-Finais             | Sem Semi-Finais             |
| 10º | Nápoles 1965    | Yovanna                                     | "Non, à jamais sans toi" Não, jamais sem ti                       | Francês           | 8º                       | 8                        | Sem Semi-Finais             | Sem Semi-Finais             |
| 11º | Luxemburgo 1966 | Madeleine Pascal                            | "Ne vois-tu pas?" Não vês?                                        | Francês           | 6º                       | 12                       | Sem Semi-Finais             | Sem Semi-Finais             |
| 12º | Viena 1967      | Géraldine Gaulier                           | "Quel cœur vas-tu briser?" Que coração vais tu partir?            | Francês           | 17º                      | 0                        | Sem Semi-Finais             | Sem Semi-Finais             |
| 13º | Londres 1968    | Gianni Mascolo                              | "Guardando il sole" Olhando o sol                                 | Italiano          | 13º                      | 2                        | Sem Semi-Finais             | Sem Semi-Finais             |
| 14º | Madrid 1969     | Paola del Medico                            | "Bonjour, Bonjour" Bom dia, Bom dia                               | Alemão            | 5º                       | 13                       | Sem Semi-Finais             | Sem Semi-Finais             |
| 15º | Amesterdão 1970 | Henri Dès                                   | "Retour" Regresso                                                 | Francês           | 4º                       | 8                        | Sem Semi-Finais             | Sem Semi-Finais             |
| 16º | Dublin 1971     | Peter, Sue and Marc                         | "Les illusions de nos vingt ans" As ilusões dos nossos vinte anos | Francês           | 12º                      | 78                       | Sem Semi-Finais             | Sem Semi-Finais             |
| 17º | Edimburgo 1972  | Véronique Müller                            | "C'est la chanson de mon amour" É a canção do meu amor            | Francês           | 8º                       | 88                       | Sem Semi-Finais             | Sem Semi-Finais             |
| 18º | Luxemburgo 1973 | Patrick Juvet                               | "Je vais me marier, Marie" Eu vou casar-me, Maria                 | Francês           | 12º                      | 79                       | Sem Semi-Finais             | Sem Semi-Finais             |
| 19º | Brighton 1974   | Piera Martell                               | "Mein Ruf Nach Dir" A minha chamada para ti                       | Alemão            | 14º                      | 3                        | Sem Semi-Finais             | Sem Semi-Finais             |
| 20º | Estocolmo 1975  | Simone Drexel                               | "Mikado"                                                          | Alemão            | 6º                       | 77                       | Sem Semi-Finais             | Sem Semi-Finais             |
| 21º | Haia 1976       | Peter, Sue and Marc                         | "Djambo, Djambo"                                                  | Inglês            | 4º                       | 91                       | Sem Semi-Finais             | Sem Semi-Finais             |
| 22º | Londres 1977    | Pepe Lienhard Band                          | "Swiss Lady" Senhora suíça                                        | Alemão            | 6º                       | 71                       | Sem Semi-Finais             | Sem Semi-Finais             |
| 23º | Paris 1978      | Carole Vinci                                | "Vivre" Viver                                                     | Francês           | 9º                       | 65                       | Sem Semi-Finais             | Sem Semi-Finais             |
| 24º | Jerusalém 1979  | Peter, Sue and Marc, Pfuri, Gorps and Kniri | "Trödler und Co" Folgazão e Companhia                             | Alemão            | 10º                      | 60                       | Sem Semi-Finais             | Sem Semi-Finais             |
| 25º | Haia 1980       | Paola                                       | "Cinéma"                                                          | Francês           | 4º                       | 104                      | Sem Semi-Finais             | Sem Semi-Finais             |
| 26º | Dublin 1981     | Peter, Sue and Marc                         | "Io senza te" Eu sem ti                                           | Italiano          | 4º                       | 121                      | Sem Semi-Finais             | Sem Semi-Finais             |
| 27º | Harrogate 1982  | Arlette Zola                                | "Amour on t'aime" Amor, amamos-te                                 | Francês           | 3º                       | 97                       | Sem Semi-Finais             | Sem Semi-Finais             |
| 28º | Munique 1983    | Mariella Farré                              | "Io così non ci sto" Assim não estou de acordo                    | Italiano          | 15º                      | 28                       | Sem Semi-Finais             | Sem Semi-Finais             |
| 29º | Luxemburgo 1984 | Rainy Day                                   | "Welche Farbe hat der Sonnenschein?" Que cor tem a luz do Sol?    | Alemão            | 16º                      | 30                       | Sem Semi-Finais             | Sem Semi-Finais             |
| 30º | Gotemburgo 1985 | Mariella Farré & Pino Gasparini             | "Piano, piano" Lentamente, lentamente                             | Alemão            | 12º                      | 39                       | Sem Semi-Finais             | Sem Semi-Finais             |
| 31º | Bergen 1986     | Daniela Simons                              | "Pas pour moi" Não para mim                                       | Francês           | 2º                       | 140                      | Sem Semi-Finais             | Sem Semi-Finais             |
| 32º | Bruxelas 1987   | Carol Rich                                  | "Moitié, moitié" Metade, metade                                   | Francês           | 17º                      | 26                       | Sem Semi-Finais             | Sem Semi-Finais             |
| 33º | Dublin 1988     | Céline Dion                                 | "Ne partez pas sans moi" Não partam sem mim                       | Francês           | 1º                       | 137                      | Sem Semi-Finais             | Sem Semi-Finais             |
| 34º | Lausanne 1989   | Furbaz                                      | "Viver senza tei" Viver sem ti                                    | Romanche          | 13º                      | 47                       | Sem Semi-Finais             | Sem Semi-Finais             |
| 35º | Zagreb 1990     | Egon Egemann                                | "Musik klingt in die Welt hinaus" A música toca por todo o mundo  | Alemão            | 11º                      | 51                       | Sem Semi-Finais             | Sem Semi-Finais             |
| 36º | Roma 1991       | Sandra Simó                                 | "Canzone per te" Canção para ti                                   | Italiano          | 5º                       | 118                      | Sem Semi-Finais             | Sem Semi-Finais             |
| 37º | Malmö 1992      | Daisy Auvray                                | "Mister Music Man" Senhor Músico                                  | Francês           | 15º                      | 32                       | Sem Semi-Finais             | Sem Semi-Finais             |
| 38º | Millstreet 1993 | Annie Cotton                                | "Moi, tout simplement" Eu, simplesmente                           | Francês           | 3º                       | 148                      | Kvalifikacija za Millstreet | Kvalifikacija za Millstreet |
| 39º | Dublin 1994     | Duilio                                      | "Sto pregando" Estou a rezar                                      | Italiano          | 19º                      | 15                       | Sem Semi-Finais             | Sem Semi-Finais             |
|     | Dublin 1995     | Não participou                              | Não participou                                                    | Não participou    | Não participou           | Não participou           | Sem Semi-Finais             | Sem Semi-Finais             |
| 40º | Oslo 1996       | Kathy Leander                               | "Mon cœur l'aime" O meu coração ama-o                             | Francês           | 16º                      | 22                       | 8º                          | 67                          |
| 41º | Dublin 1997     | Barbara Berta                               | "Dentro di me" Dentro de mim                                      | Italiano          | 22º                      | 5                        | Sem Semi-Finais             | Sem Semi-Finais             |
| 42º | Birmingham 1998 | Gunvor                                      | "Lass ihn" Deixa-o                                                | Alemão            | 25º                      | 0                        | Sem Semi-Finais             | Sem Semi-Finais             |
|     | Jerusalém 1999  | Não participou                              | Não participou                                                    | Não participou    | Não participou           | Não participou           | Sem Semi-Finais             | Sem Semi-Finais             |
| 43º | Estocolmo 2000  | Jane Bogaert                                | "La vita cos'è?" O que é a vida?                                  | Italiano          | 20º                      | 14                       | Sem Semi-Finais             | Sem Semi-Finais             |
|     | Copenhaga 2001  | Não participou                              | Não participou                                                    | Não participou    | Não participou           | Não participou           | Sem Semi-Finais             | Sem Semi-Finais             |
| 44º | Tallinn 2002    | Francine Jordi                              | "Dans le jardin de mon âme" No jardim da minha alma               | Francês           | 22º                      | 15                       | Sem Semi-Finais             | Sem Semi-Finais             |
|     | Riga 2003       | Não participou                              | Não participou                                                    | Não participou    | Não participou           | Não participou           | Sem Semi-Finais             | Sem Semi-Finais             |
| 45º | Istambul 2004   | Piero & The MusicStars                      | "Celebrate!" Celebrar!                                            | Inglês            | Não se qualificou        | Não se qualificou        | 22º                         | 0                           |
| 46º | Kiev 2005       | Vanilla Ninja                               | "Cool Vibes" Boas Vibrações                                       | Inglês            | 8º                       | 128                      | 8º                          | 114                         |
| 47º | Atenas 2006     | six4one                                     | "If We All Give a Little" Se todos dermos um bocadinho            | Inglês            | 16º                      | 30                       | Top 11 no ano anterior      | Top 11 no ano anterior      |
| 48º | Helsínquia 2007 | DJ BoBo                                     | "Vampires Are Alive" Os vampiros estão vivos                      | Inglês            | Não se qualificou        | Não se qualificou        | 20º                         | 40                          |
| 49º | Belgrado 2008   | Paolo Meneguzzi                             | "Era stupendo" Era Estupendo                                      | Italiano          | Não se qualificou        | Não se qualificou        | 13º                         | 47                          |
| 50º | Moscovo 2009    | Lovebugs                                    | "The Highest Heights" As alturas mais altas                       | Inglês            | Não se qualificou        | Não se qualificou        | 14º                         | 15                          |
| 51º | Oslo 2010       | Michael von der Heide                       | "Il pleut de l'or" Está a chover ouro                             | Francês           | Não se qualificou        | Não se qualificou        | 17º                         | 2                           |
| 52º | Düsseldorf 2011 | Anna Rossinelli                             | "In Love for a While" Apaixonada por um Momento                   | Inglês            | 25º                      | 19                       | 10º                         | 55                          |
| 53º | Baku 2012       | Sinplus                                     | "Unbreakble" Impartível                                           | Inglês            | Não se qualificou        | Não se qualificou        | 11º                         | 45                          |
| 54º | Malmö 2013      | Takasa                                      | "You and Me" Tu e eu                                              | Inglês            | Não se qualificou        | Não se qualificou        | 13º                         | 41                          |
| 55º | Copenhaga 2014  | Sebalter                                    | "Hunter of Stars" Caçador de Estrelas                             | Inglês            | 13º                      | 64                       | 4º                          | 92                          |
| 56º | Viena 2015      | Mélanie René                                | "Time to Shine" Hora de Brilhar                                   | Inglês            | Não se qualificou        | Não se qualificou        | 17º                         | 4                           |
| 57º | Estocolmo 2016  | Rykka                                       | "The Last of Our Kind" O último de nossa espécie                  | Inglês            | Não se qualificou        | Não se qualificou        | 18º                         | 28                          |
| 58º | Kiev 2017       | Timebelle                                   | "Apollo"                                                          | Inglês            | Não se qualificou        | Não se qualificou        | 12º                         | 97                          |
| 59º | Lisboa 2018     | Zibbz                                       | "Stones" Pedras                                                   | Inglês            | Não se qualificou        | Não se qualificou        | 13º                         | 86                          |
| 60º | Tel Aviv 2019   | Luca Hänni                                  | "She Got Me" Ela apanhou-me                                       | Inglês            | 4º                       | 364                      | 4º                          | 232                         |
|     | Roterdão 2020   | Gjon's Tears                                | "Répondez-moi" Responde-me                                        | Francês           | A edição não se realizou | A edição não se realizou | A edição não se realizou    | A edição não se realizou    |
| 61º | Roterdão 2021   | Gjon's Tears                                | "Tout l'Univers" Todo o Universo                                  | Francês           | 3º                       | 432                      | 1º                          | 291                         |
| 62º | Turim 2022      | Marius Bear                                 | "Boys Do Cry" Os rapazes também choram                            | Inglês            | 17º                      | 78                       | 9º                          | 118                         |
| 63º | Liverpool 2023  | Remo Forrer                                 | "Watergun" Arma de água                                           | Inglês            | 20º                      | 92                       | 7º                          | 97                          |
| 64º | Malmö 2024      | Nemo                                        | "The Code" O código                                               | Inglês            | 1º                       | 591                      | 4º                          | 132                         |
| 65º | Basileia 2025   | Zoë Më                                      | "Voyage" Viagem                                                   | Francês           | 10º                      | 214                      | País anfitrião              | País anfitrião              |

| Ano             | Artista               | Canção                 | Final             | Final             | Final             | Final             | Final             | Final             | Semi            | Semi            | Semi            | Semi            | Semi           | Semi           |
| Ano             | Artista               | Canção                 | Tlv.              | Pontos            | Júri              | Pontos            | Cl.               | Pontos            | Tlv.            | Pontos          | Júri            | Pontos          | Cl.            | Pontos         |
| --------------- | --------------------- | ---------------------- | ----------------- | ----------------- | ----------------- | ----------------- | ----------------- | ----------------- | --------------- | --------------- | --------------- | --------------- | -------------- | -------------- |
| Moscovo 2009    | Lovebugs              | "The Highest Heights"  | Não se qualificou | Não se qualificou | Não se qualificou | Não se qualificou | Não se qualificou | Não se qualificou | Apenas televoto | Apenas televoto | Apenas televoto | Apenas televoto | 14º            | 15             |
| Oslo 2010       | Michael von der Heide | "Il pleut de l'or"     | Não se qualificou | Não se qualificou | Não se qualificou | Não se qualificou | Não se qualificou | Não se qualificou | 17º             | 1               | 16º             | 14              | 17º            | 2              |
| Düsseldorf 2011 | Anna Rossinelli       | "In Love for a While"  | 25º               | 2                 | 23º               | 53                | 25º               | 19                | 12º             | 45              | 7º              | 76              | 10º            | 55             |
| Baku 2012       | Sinplus               | "Unbreakble"           | Não se qualificou | Não se qualificou | Não se qualificou | Não se qualificou | Não se qualificou | Não se qualificou | 10º             | 49              | 13º             | 45              | 11º            | 45             |
| Malmö 2013      | Takasa                | "You and Me"           | Não se qualificou | Não se qualificou | Não se qualificou | Não se qualificou | Não se qualificou | Não se qualificou | 5º              | 7.00            | 16º             | 10.65           | 13º            | 41             |
| Copenhaga 2014  | Sebalter              | "Hunter of Stars"      | 7º                | 114               | 22º               | 27                | 13º               | 64                | 4º              | 98              | 10º             | 51              | 4º             | 92             |
| Viena 2015      | Mélanie René          | "Time to Shine"        | Não se qualificou | Não se qualificou | Não se qualificou | Não se qualificou | Não se qualificou | Não se qualificou | 17º             | 6               | 14º             | 15              | 17º            | 4              |
| Estocolmo 2016  | Rykka                 | "The Last of Our Kind" | Não se qualificou | Não se qualificou | Não se qualificou | Não se qualificou | Não se qualificou | Não se qualificou | 18º             | 3               | 14º             | 25              | 18º            | 28             |
| Kiev 2017       | Timebelle             | "Apollo"               | Não se qualificou | Não se qualificou | Não se qualificou | Não se qualificou | Não se qualificou | Não se qualificou | 10º             | 49              | 11º             | 48              | 12º            | 97             |
| Lisboa 2018     | Zibbz                 | "Stones"               | Não se qualificou | Não se qualificou | Não se qualificou | Não se qualificou | Não se qualificou | Não se qualificou | 15º             | 27              | 10º             | 59              | 13º            | 86             |
| Tel Aviv 2019   | Luca Hänni            | "She Got Me"           | 5º                | 212               | 7º                | 152               | 4º                | 364               | 3º              | 137             | 6º              | 95              | 4º             | 232            |
| Roterdão 2021   | Gjon's Tears          | "Tout l'Univers"       | 6º                | 165               | 1º                | 267               | 3º                | 432               | 3º              | 135             | 1º              | 156             | 1º             | 291            |
| Turim 2022      | Marius Bear           | "Boys Do Cry"          | 25º               | 0                 | 12º               | 78                | 17º               | 78                | 16º             | 11              | 5º              | 107             | 9º             | 118            |
| Liverpool 2023  | Remo Forrer           | "Watergun"             | 18º               | 31                | 14º               | 61                | 20º               | 92                | Apenas televoto | Apenas televoto | Apenas televoto | Apenas televoto | 7º             | 97             |
| Malmö 2024      | Nemo                  | "The Code"             | 5º                | 226               | 1º                | 365               | 1º                | 591               | Apenas televoto | Apenas televoto | Apenas televoto | Apenas televoto | 4º             | 132            |
| Basileia 2025   | Zoë Më                | "Voyage"               | 26º               | 0                 | 2º                | 214               | 10º               | 214               | País anfitrião  | País anfitrião  | País anfitrião  | País anfitrião  | País anfitrião | País anfitrião |

## Apresentadores

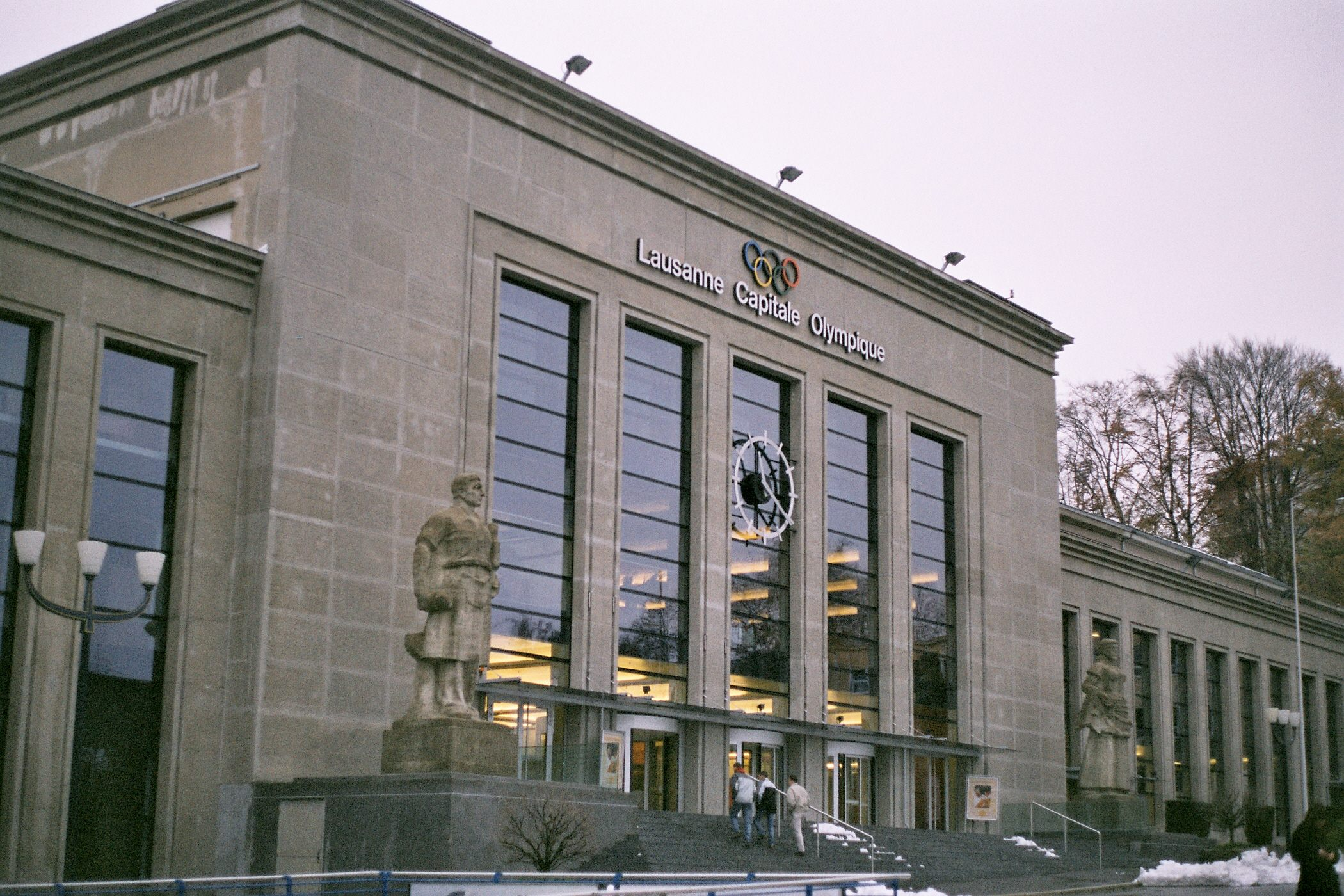
Palais de Beaulieu em Lausana, sede do Festival Eurovisão da Canção 1989

| Ano  | Local    | Local              | Apresentador(es)                   |
| ---- | -------- | ------------------ | ---------------------------------- |
| 1956 | Lugano   | Teatro Kursaal     | Lohengrin Filipello                |
| 1989 | Lausanne | Palais de Beaulieu | Lolita Morena e Jacques Deschenaux |

## Comentadores e porta-vozes
Ao longo dos anos a Suíça tem transmitido o Festival Eurovisão da Canção em três estações de televisão, SRF (alemão), RTS (francês) e RSI (italiano).
| Ano(s) | Comentadores suíço-alemães | Segundo comentador suíço-alemães         | Comentadores suíço-franceses | Segundo comentador suíço-franceses              | Comentadores suíço-italianos | Segundo comentador suíço-italianos | Porta-voz          |
| ------ | -------------------------- | ---------------------------------------- | ---------------------------- | ----------------------------------------------- | ---------------------------- | ---------------------------------- | ------------------ |
| 1956   | Sem transmissão            | Sem segundo comentador                   | Georges Hardy                | Sem segundo comentador                          | Sem transmissão              | Sem segundo comentador             | —                  |
| 1957   | Sem transmissão            | Sem segundo comentador                   | Georges Hardy                | Sem segundo comentador                          | Sem transmissão              | Sem segundo comentador             | Mäni Weber         |
| 1958   | Theodor Haller             | Sem segundo comentador                   | Georges Hardy                | Sem segundo comentador                          | Sem transmissão              | Sem segundo comentador             | Mäni Weber         |
| 1959   | Theodor Haller             | Sem segundo comentador                   | Georges Hardy                | Sem segundo comentador                          | Sem transmissão              | Sem segundo comentador             | Boris Acquadro     |
| 1960   | Theodor Haller             | Sem segundo comentador                   | Georges Hardy                | Sem segundo comentador                          | Sem transmissão              | Sem segundo comentador             | Boris Acquadro     |
| 1961   | Theodor Haller             | Sem segundo comentador                   | Georges Hardy                | Sem segundo comentador                          | Sem transmissão              | Sem segundo comentador             | Boris Acquadro     |
| 1962   | Theodor Haller             | Sem segundo comentador                   | Georges Hardy                | Sem segundo comentador                          | Giovanni Bertini             | Sem segundo comentador             | Boris Acquadro     |
| 1963   | Theodor Haller             | Sem segundo comentador                   | Georges Hardy                | Sem segundo comentador                          | Giovanni Bertini             | Sem segundo comentador             | Boris Acquadro     |
| 1964   | Theodor Haller             | Sem segundo comentador                   | Georges Hardy                | Sem segundo comentador                          | Giovanni Bertini             | Sem segundo comentador             | Alexandre Burger   |
| 1965   | Theodor Haller             | Sem segundo comentador                   | Georges Hardy                | Sem segundo comentador                          | Giovanni Bertini             | Sem segundo comentador             | Alexandre Burger   |
| 1966   | Theodor Haller             | Sem segundo comentador                   | Georges Hardy                | Sem segundo comentador                          | Giovanni Bertini             | Sem segundo comentador             | Alexandre Burger   |
| 1967   | Theodor Haller             | Sem segundo comentador                   | Georges Hardy                | Sem segundo comentador                          | Giovanni Bertini             | Sem segundo comentador             | Alexandre Burger   |
| 1968   | Theodor Haller             | Sem segundo comentador                   | Georges Hardy                | Sem segundo comentador                          | Giovanni Bertini             | Sem segundo comentador             | Alexandre Burger   |
| 1969   | Theodor Haller             | Sem segundo comentador                   | Georges Hardy                | Sem segundo comentador                          | Giovanni Bertini             | Sem segundo comentador             | Alexandre Burger   |
| 1970   | Theodor Haller             | Sem segundo comentador                   | Georges Hardy                | Sem segundo comentador                          | Giovanni Bertini             | Sem segundo comentador             | Alexandre Burger   |
| 1971   | Theodor Haller             | Sem segundo comentador                   | Georges Hardy                | Sem segundo comentador                          | Giovanni Bertini             | Sem segundo comentador             | Sem porta-voz      |
| 1972   | Theodor Haller             | Sem segundo comentador                   | Georges Hardy                | Sem segundo comentador                          | Giovanni Bertini             | Sem segundo comentador             | Sem porta-voz      |
| 1973   | Theodor Haller             | Sem segundo comentador                   | Georges Hardy                | Sem segundo comentador                          | Giovanni Bertini             | Sem segundo comentador             | Sem porta-voz      |
| 1974   | Theodor Haller             | Sem segundo comentador                   | Georges Hardy                | Sem segundo comentador                          | Giovanni Bertini             | Sem segundo comentador             | Michel Stocker     |
| 1975   | Theodor Haller             | Sem segundo comentador                   | Georges Hardy                | Sem segundo comentador                          | Giovanni Bertini             | Sem segundo comentador             | Michel Stocker     |
| 1976   | Theodor Haller             | Sem segundo comentador                   | Georges Hardy                | Sem segundo comentador                          | Giovanni Bertini             | Sem segundo comentador             | Michel Stocker     |
| 1977   | Theodor Haller             | Sem segundo comentador                   | Georges Hardy                | Sem segundo comentador                          | Giovanni Bertini             | Sem segundo comentador             | Michel Stocker     |
| 1978   | Theodor Haller             | Sem segundo comentador                   | Georges Hardy                | Sem segundo comentador                          | Giovanni Bertini             | Sem segundo comentador             | Michel Stocker     |
| 1979   | Theodor Haller             | Sem segundo comentador                   | Georges Hardy                | Sem segundo comentador                          | Giovanni Bertini             | Sem segundo comentador             | Michel Stocker     |
| 1980   | Theodor Haller             | Sem segundo comentador                   | Georges Hardy                | Sem segundo comentador                          | Giovanni Bertini             | Sem segundo comentador             | Michel Stocker     |
| 1981   | Theodor Haller             | Sem segundo comentador                   | Georges Hardy                | Sem segundo comentador                          | Giovanni Bertini             | Sem segundo comentador             | Michel Stocker     |
| 1982   | Theodor Haller             | Sem segundo comentador                   | Georges Hardy                | Sem segundo comentador                          | Giovanni Bertini             | Sem segundo comentador             | Michel Stocker     |
| 1983   | Theodor Haller             | Sem segundo comentador                   | Georges Hardy                | Sem segundo comentador                          | Giovanni Bertini             | Sem segundo comentador             | Michel Stocker     |
| 1984   | Bernard Thurnheer          | Sem segundo comentador                   | Serge Moisson                | Sem segundo comentador                          | Ezio Guidi                   | Sem segundo comentador             | Michel Stocker     |
| 1985   | Bernard Thurnheer          | Sem segundo comentador                   | Serge Moisson                | Sem segundo comentador                          | Ezio Guidi                   | Sem segundo comentador             | Michel Stocker     |
| 1986   | Bernard Thurnheer          | Sem segundo comentador                   | Serge Moisson                | Sem segundo comentador                          | Ezio Guidi                   | Sem segundo comentador             | Michel Stocker     |
| 1987   | Bernard Thurnheer          | Sem segundo comentador                   | Serge Moisson                | Sem segundo comentador                          | Ezio Guidi                   | Sem segundo comentador             | Michel Stocker     |
| 1988   | Bernard Thurnheer          | Sem segundo comentador                   | Serge Moisson                | Sem segundo comentador                          | Ezio Guidi                   | Sem segundo comentador             | Michel Stocker     |
| 1989   | Bernard Thurnheer          | Sem segundo comentador                   | Desconhecido                 | Sem segundo comentador                          | Ezio Guidi                   | Sem segundo comentador             | Michel Stocker     |
| 1990   | Bernard Thurnheer          | Sem segundo comentador                   | Desconhecido                 | Sem segundo comentador                          | Emanuela Gaggini             | Sem segundo comentador             | Michel Stocker     |
| 1991   | Bernard Thurnheer          | Sem segundo comentador                   | Lolita Morena                | Sem segundo comentador                          | Emanuela Gaggini             | Sem segundo comentador             | Michel Stocker     |
| 1992   | Mariano Tschuor            | Sem segundo comentador                   | Ivan Frésard                 | Sem segundo comentador                          | Emanuela Gaggini             | Sem segundo comentador             | Michel Stocker     |
| 1993   | Bernard Thurnheer          | Sem segundo comentador                   | Jean-Marc Richard            | Sem segundo comentador                          | Emanuela Gaggini             | Sem segundo comentador             | Michel Stocker     |
| 1994   | Bernard Thurnheer          | Sem segundo comentador                   | Jean-Marc Richard            | Sem segundo comentador                          | Wilma Gilardi                | Sem segundo comentador             | Sandra Simo        |
| 1995   | Heinz Margot               | Sem segundo comentador                   | Jean-Marc Richard            | Sem segundo comentador                          | Joanne Holder                | Sem segundo comentador             | Não participou     |
| 1996   | Sandra Studer              | Sem segundo comentador                   | Pierre Grandjean             | Sem segundo comentador                          | Joanne Holder                | Sem segundo comentador             | Yves Ménestrier    |
| 1997   | Heinz Margot               | Roman Kilchsperger                       | Pierre Grandjean             | Sem segundo comentador                          | Jonathan Tedesco             | Sem segundo comentador             | Sandy Altermatt    |
| 1998   | Heinz Margot               | Roman Kilchsperger                       | Jean-Marc Richard            | Sem segundo comentador                          | Jonathan Tedesco             | Sem segundo comentador             | Regula Elsener     |
| 1999   | Sandra Studer              | Sem segundo comentador                   | Jean-Marc Richard            | Sem segundo comentador                          | Jonathan Tedesco             | Sem segundo comentador             | Não participou     |
| 2000   | Sandra Studer              | Sem segundo comentador                   | Jean-Marc Richard            | Sem segundo comentador                          | Jonathan Tedesco             | Sem segundo comentador             | Astrid Von Stockar |
| 2001   | Sandra Studer              | Sem segundo comentador                   | Jean-Marc Richard            | Sem segundo comentador                          | Jonathan Tedesco             | Sem segundo comentador             | Não participou     |
| 2002   | Sandra Studer              | Sem segundo comentador                   | Phil Mundwiller              | Sem segundo comentador                          | Jonathan Tedesco             | Claudio Lazzarino                  | Diana Jörg         |
| 2003   | Roman Kilchsperger         | Sem segundo comentador                   | Jean-Marc Richard            | Alain Morisod                                   | Daniele Rauseo               | Sem segundo comentador             | Não participou     |
| 2004   | Sandra Studer              | Sem segundo comentador                   | Jean-Marc Richard            | Alain Morisod                                   | Daniela Tami                 | Claudio Lazzarino                  | Emel Aykanat       |
| 2005   | Sandra Studer              | Sem segundo comentador                   | Jean-Marc Richard            | Marie-Thérèse Porchet                           | Daniela Tami                 | Claudio Lazzarino                  | Cécile Bähler      |
| 2006   | Sandra Studer              | Sem segundo comentador                   | Jean-Marc Richard            | Alain Morisod                                   | Sandy Altermatt              | Claudio Lazzarino                  | Jubaira Bachmann   |
| 2007   | Bernard Thurnheer          | Sem segundo comentador                   | Jean-Marc Richard            | Henri Dès (final) + Nicolas Tanner (semi-final) | Sandy Altermatt              | Claudio Lazzarino                  | Sven Epiney        |
| 2008   | Sven Epiney                | Sem segundo comentador                   | Jean-Marc Richard            | Nicolas Tanner                                  | Sandy Altermatt              | Sem segundo comentador             | Cécile Bähler      |
| 2009   | Sven Epiney                | Sem segundo comentador                   | Jean-Marc Richard            | Nicolas Tanner                                  | Sandy Altermatt              | Sem segundo comentador             | Cécile Bähler      |
| 2010   | Sven Epiney                | Sem segundo comentador                   | Jean-Marc Richard            | Nicolas Tanner                                  | Sandy Altermatt              | Sem segundo comentador             | Christa Rigozzi    |
| 2011   | Sven Epiney                | Sem segundo comentador                   | Jean-Marc Richard            | Nicolas Tanner                                  | Jonathan Tedesco             | Sem segundo comentador             | Cécile Bähler      |
| 2012   | Sven Epiney                | Sem segundo comentador                   | Jean-Marc Richard            | Nicolas Tanner                                  | Clarissa Tami                | Paolo Meneguzzi                    | Sara Hildebrand    |
| 2013   | Sven Epiney                | Sem segundo comentador                   | Jean-Marc Richard            | Nicolas Tanner                                  | Alessandro Bertoglio         | Sem segundo comentador             | Mélanie Freymond   |
| 2014   | Sven Epiney                | Sem segundo comentador                   | Jean-Marc Richard            | Nicolas Tanner                                  | Alessandro Bertoglio         | Sandy Altermatt                    | Kurt Aeschbacher   |
| 2015   | Sven Epiney                | Sem segundo comentador                   | Jean-Marc Richard            | Nicolas Tanner                                  | Clarissa Tami                | Paolo Meneguzzi                    | Laetitia Guarino   |
| 2016   | Sven Epiney                | Peter Schneider + Gabriel Vetter (final) | Jean-Marc Richard            | Nicolas Tanner                                  | Clarissa Tami                | Michele Carobbio (final)           | Sebalter           |
| 2017   | Sven Epiney                | Peter Schneider + Gabriel Vetter (final) | Jean-Marc Richard            | Nicolas Tanner                                  | Clarissa Tami                | Sebalter                           | Luca Hänni         |
| 2018   | Sven Epiney                |                                          | Jean-Marc Richard            | Nicolas Tanner                                  |                              |                                    |                    |
| 2019   | Sven Epiney                |                                          |                              |                                                 |                              |                                    |                    |
| 2021   | Sven Epiney                |                                          |                              |                                                 |                              |                                    |                    |

## Maestros
| Ano(s) | Maestro               |
| ------ | --------------------- |
| 1956   | Fernando Paggi        |
| 1957   | Willy Berking         |
| 1958   | Paul Burkhard         |
| 1959   | Franck Pourcel        |
| 1960   | Cédric Dumont         |
| 1961   | Fernando Paggi        |
| 1962   | Cédric Dumont         |
| 1963   | Eric Robinson         |
| 1964   | Fernando Paggi        |
| 1965   | Mario Robbiani        |
| 1966   | Jean Roderes          |
| 1967   | Hans Moeckel          |
| 1968   | Mario Robbiani        |
| 1969   | Henry Mayer           |
| 1970   | Bernard Gérard        |
| 1971   | Hardy Schneiders      |
| 1972   | Jean-Pierre Festi     |
| 1973   | Hervé Roy             |
| 1974   | Pepe Ederer           |
| 1975   | Peter Jacques         |
| 1976   | Mario Robbiani        |
| 1977   | Peter Jacques         |
| 1978   | Peter Janin           |
| 1979   | Rolf Zuckowski        |
| 1980   | Peter Reber           |
| 1981   | Rolf Zuckowski        |
| 1982   | Joan Amils            |
| 1983   | Robert Weber          |
| 1984   | Mario Robbiani        |
| 1985   | Anita Kerr(a)         |
| 1986   | Atilla Şereftuğ(b)    |
| 1987   | Sem maestro           |
| 1988   | Atilla Şereftuğ(b)    |
| 1989   | Benoît Kaufman        |
| 1990   | Bela Balint(c)        |
| 1991   | Flaviano Cuffari      |
| 1992   | Roby Seidel           |
| 1993   | Marc Sorrentino       |
| 1994   | Valeriano Chiaravalle |
| 1995   | Não participou        |
| 1996   | Rui dos Reis(d)       |
| 1997   | Pietro Damiani        |
| 1998   | Sem maestro           |

Notas:
↑(a)  Anita Kerr obtivera, em 1970, a nacionalidade suíça.
↑(b)  Atilla Şereftuğ detinha dupla nacionalidade.↑(c)  Bela Balint obteve mais tarde a nacionalidade suíça.
↑(d)  Rui dos Reis detém dupla nacionalidade desde 2010.

### Maestros anfitriões
| Ano(s) | Maestro        |
| ------ | -------------- |
| 1956   | Fernando Paggi |
| 1989   | Benoît Kaufman |

## Historial dos votos
| Suíça deu mais pontos a: | Suíça deu mais pontos a: | Suíça deu mais pontos a: |
| Rank                     | País                     | Pontos                   |
| ------------------------ | ------------------------ | ------------------------ |
| 1                        | Reino Unido              | 206                      |
| 2                        | Irlanda                  | 195                      |
| 3                        | Suécia                   | 184                      |
| 4                        | França                   | 181                      |
| 5                        | Israel                   | 168                      |

| Suíça recebeu mais pontos de: | Suíça recebeu mais pontos de: | Suíça recebeu mais pontos de: |
| Rank                          | País                          | Pontos                        |
| ----------------------------- | ----------------------------- | ----------------------------- |
| 1                             | Reino Unido                   | 161                           |
| 2                             | Finlândia                     | 150                           |
| 3                             | Áustria                       | 140                           |
| 4                             | Alemanha                      | 134                           |
| 4                             | Países Baixos                 | 134                           |

## Congratulations: 50 Anos do Festival Eurovisão da Canção
Legenda
     Vencedor
     2.º lugar
     3.º lugar
     Pontuação Nula ("Null Points")/Último Lugar
     Melhor classificação (fora do top 3)
     Qualificação para a final (fora do top 3)
     País-anfitrião
     Desclassificado
| Ano  | Artista(s)  | Língua  | Canção                   | Final             | Pontos            | Semi | Pontos | Classificação (1988) | Pontos (1988) |
| ---- | ----------- | ------- | ------------------------ | ----------------- | ----------------- | ---- | ------ | -------------------- | ------------- |
| 1988 | Céline Dion | Francês | "Ne partez pas sans moi" | Não se qualificou | Não se qualificou | 10º  | 98     | 1º                   | 24            |

## Prémios

### Prémios Marcel Bezençon
Prémio Compositor
| Ano  | Canção           | Compositor(es) Letra (l) / Música (m)                                  | Artista      | Resultado na final | Pontos | Anfitriã |
| ---- | ---------------- | ---------------------------------------------------------------------- | ------------ | ------------------ | ------ | -------- |
| 2021 | "Tout l'Univers" | Gjon Muharremaj, Xavier Michel, Wouter Hardy & Nina Sampermans (m & l) | Gjon's Tears | 3º                 | 432    | Roterdão |